# Ordzovany
Ordzovany (Hongaars: Ragyóc) is een Slowaakse gemeente in de regio Prešov, en maakt deel uit van het district Levoča.
Ordzovany telt 169 inwoners.